# Мамаї
Мамаї́ (рос. Мамаи) — присілок у складі Котельницького району Кіровської області, Росія. Входить до складу Морозовського сільського поселення.
Населення становить 8 осіб (2010, 35 у 2002).
Національний склад станом на 2002 рік — росіяни 94 %.